# Gare de Sidi Lakhdar
La gare de Sidi Lakhdar est une gare ferroviaire algérienne, située sur le territoire de la commune de Sidi Lakhdar, dans la wilaya de Aïn Defla.

## Situation ferroviaire
La gare se situe sur la ligne d'Alger à Oran, où elle est précédée de la gare de Khemis Miliana et suivie de celle d'Arib.

## Service des voyageurs

### Desserte
La gare de Sidi Lakhdar est desservie par les trains régionaux de la liaison Chlef - Khemis Miliana.